# エールブルー
エールブルー (Air Bleu: Société Anonyme Air Bleu) は、かつて1935年から1940年にかけて存在したフランスの国内郵便物の輸送に特化していた航空会社。
エールブルーは、1935年7月10日から、コードロン シムーン機を使用してフランス国内の4路線で航空便の輸送を開始し、午前中にル・ブルジェ空港を出発して、午後遅くに帰着するのが常であった。
1936年8月には、財政上の問題から、航空機の運航が停止したが、これはおもに航空郵便の上乗せ料金の改定によって郵便の価値が下がってしまったためであった。1937年6月には、会社の体制が一新され、フランス政府が新会社の株式の 52%、同じくエールフランスが 24% を所有することとなった。
1939年9月、エールブルーは軍用に徴用され、パリとロンドンの間の郵便輸送の任務に就いた。1940年6月には、機材はコードロン ゴエランのみとなり、9月にはそれもエールフランスに移管されて、会社は解散した。

## 機材
- コードロン シムーン - 12機[1]
- コードロン ゴエラン - 5機[1]
- ポテ 630 - 2機（戦闘機を郵便機に改装したもの）[1]